# Seznam ras a skupin ve Warcraftu
Toto je seznam ras a skupin vyskytujících se ve Warcraftu.

## Alliance
Alliance je frakce sídlící převážně na kontinentu Východních Království. Skládá se z různých království a ras, jejich složení se postupem doby měnilo. Hlavními rasami jsou lidé, trpaslíci, gnómové, noční elfové, draeneiové a vlkodlačími bytostmi zvané worgeni, částečně též vysocí elfové, ledoví trpaslíci, půlelfové, půlorkové, furbolgové, pandareni a bytosti, které jsou nazýváni dětmi poloboha Cenaria. Před třetí válkou Alianci varoval prorok Medivh, strážce Tirisfalu, před přicházející zkázou, avšak racionálně-skepticky smýšlející lidé odmítli jeho návrh odplout do země Kalimdor, která se nachází daleko na západě a o níž nikdo netušil, že existuje. Jediný kdo těmto proroctvím věřil, byla Jaina Proudmoore, dcera Daelina Proudmoora, admirála a pána Kul Tirasu, která se učila tou dobou magii v Dalaranu. Vyplula s hrstkou lidí na západ a ve vzdálené zemi Kalimdor tak vznikla první lidská sídla.
Po příjezdu do Kalimdoru začali lidé rozestavovat své tábory a bašty. Za nějaký čas se v Kalimdoru setkali s Thrallovými orky. Tou dobou napadla lidská království mohutná invaze Plamenné legie. Jaina Proudmoore s nedůvěrou uposlechla prosby Medivha a uzavřela spojenectví s Thrallem, společně pak v Kalimdoru uštědřili Plamenné legii citelnou porážku.

### Lidé

#### Náboženství
Lidé vyznávají zejména náboženství světla. Je to víra bez bohů, orientuje se pouze na světlo jako na vrchol všeho dobra. V Azerothu tuto víru prezentuje organizace paladinů a především náboženská instituce zvaná Církev světla, která považuje křižáky z řad „Scarlet Crusade“ za fanatické odpadlíky-kacíře. vraždící a spalující vše, co se jim protiví. Argent Crusade, jenž vznikla s úmyslem ochránit celý svět před spáry plamenné legie i všeho nečistého, nabírá do svých řad kohokoliv, kdo má odvahu postavit se temnotě. Vůdcem je Tirion Fordring. Církev světla se zřejmě nejblíže podobá středověké křesťanské církvi. V Azerothu je mnoho svatostánků, zejména katedrál a klášterů, které jsou uctívání světla zasvěceny. Mimo to jsou lidé ochotni vyznávat i temné směry, jako je kult stínu a kult démonů. Právě dřívější magické operace s démony přivábily v minulosti Plamennou legii. V rozšíření Cataclysm pro hru World of Warcraft se na scéně v souvislosti s novou hrozbou objevuje nový kult uctívající staré bohy chaosu, zvaný Twilight's Hammer. Některé bytosti Azerothu, včetně lidí, jsou ochotné se zaprodat apokalyptickým vizím tohoto kultu. Mezi ně patří i arcibiskup Benedictus, který byl po léta oficiálním představitelem Církve světla, a v přestrojení tajně sloužil bohům chaosu.

#### Vlastnosti ve World of Warcraft

##### Specializace
- Perception: Aktivovaná rozšiřuje rádius detekce skrytých (stealth) nepřátel. Trvá 20 sekund. Dobití této specializace trvá 2 minuty.
- The Human Spirit: Zvyšuje hodnotu Spirit o 5 %.
- Diplomacy: Dává bonusy na body reputace +10 %.
- Sword Specialization: Zvyšuje znalost používání mečů o 5.
- Mace Specialization: Zvyšuje znalost používání palcátů o 5.
- Every Man for Himself: Ruší všechny debuffy omezující pohyb vaší postavy.

##### Další informace
- Startovní lokace: údolí Northshire (Northshire Valley), Elwynnský les (Elwynn Forest)
- Rasové zvíře (mount): kůň
- Vládce: král Anduin Wrynn
- Hlavní město: Stormwind
- Jazyk(y): Common
- Začlenění: Aliance

##### Hratelná povolání
- Mage, Paladin, Priest, Rogue, Warlock, Warrior, Death Knight, (WotLK), Hunter (Cataclysm), Monk (MoP)

### Trpaslíci
Kdysi titáni, uvězněni do hor v Dun Morogh. Po hodně dlouhé době, když opět otevřeli brány Ironforge, zjistili, že již nejsou nesmrtelní, jak bývávali, a že je postihla nemoc Curse of Flesh, kterou vyslali staří bohové. Velice brzy zjistili, že kolem jejich města vede silnice spojující Stormwind se Stormgrade keep a Lordaeronem. Připojili se na tuto silnici a začali s lidmi vyměňovat zkušenosti ohledně zpracovávání kovů. Dokonce se jim dostalo takové pocty, že mají vlastní čtvrť v hlavním městě Alliance a jsou pro ni velkou posilou.
Obecné Informace
- Startovní lokace: Coldridge Valley, Dun Morogh
- Rasové zvíře: beran
- Vládce:⁠ král Magni Bronzebeard (Warcraft – Wow Cataclysm)
- Rada Tří Kladiv – (Cataclysm – dosud) – Rada složená ze zástupců všech tří trpasličích klanů (Stormpike klan nepočítaje): Moira Bronzebeard Thaurrisan za Dark Iron Klan, Muradin Bronzebeard za Bronzebeard Clan a Falstad Wildhammer za Wildhammer Clan. Až Moiřin syn Dagran Thaurrisan II., dědic Bronzebeardů a Dark Ironů, vyroste, Rada bude zrušena.
- Hlavní město : Ironforge v Dun Morogh, případně Aerie Peak v Hinterlands pro Wildhammery a Shadowforge City v Blackrockské hoře pro Dark Irony

### Gnómové
Gnómové se vyvinuli z Mechagnomů, které postihla kletba masa vyslaná Yogg Saronem. Usadili se v hoře, ve které vybudovali Gnomereagan, jejich hlavní město. Gnomereagan byl napaden troggy, kteří byli příliš silní. Gnómové nemohli požádat o pomoc Alianci, protože ta řešila problém s Pohromou. Mladý inženýr Sicco Thermaplugg proto přišel s návrhem spodní části města zaplavit radiací, který předložil před Vrchního fušera Gelbina Mekkatorqua. Zoufalý Mekkatorque souhlasil, protože nevěděl o Siccových úmyslech vybít s nákazou 30 %gnómské populace a vzít si místo Vrchního fušera. Nákaza ale vybila 80 % gnómů a spoustu z nich, včetně samotného Thermaplugga, který se korunoval králem Gnomereaganu, přeměnila na tzv. Leper Gnomy, kteří pod Siccovým velením zůstali v Gnomereaganu, zatímco Mekkatorque vedl zbylé gnomy do Ironforge, kde pojali čtvrť Fušeřín za svou. S pomocí Aliance v dobách datadisku Cataclysm gnómové získali Gnomereagan zpět.
Pro Allianci mají nesmírný význam právě ve vytváření nových technoligiích a v podpoře se svými vysoce vzdělanými mágy. Mimo jiné díky nim má Stormwind propojení s Ironforge přes metro, zvané Deeprun Tram.

### Draenei
Draenei (vyhnanci, vyhoštění), jak se poslední Eredarové pojmenovali, unikli z domovského světa Argusu na magické krystalové lodi Naaru zvané Oshu'gun.
Draenei letěli vesmírem velice dlouho a hledali svět příhodný k tomu, aby se na něm skryli před Plamennou legií a začali tam nový život. Nakonec nalezli svět, který hledali tak dlouho, a pojmenovali ho Draenor (domov vyhnanců). Setkali se na něm s místní rasou, s Orky, kteří žili v pokojné, šamanistické kultuře, a Draeneie přijali a navázali s nimi i obchodní kontakty. Draenei a Orkové žili v míru a porozumění. Hrozba Legie se už zdála být zažehnána.
I přes všechny zastírací prostředky, co Draenei a Naaru použili, je však Legie vystopovala. Tak obrovské množství čistého zla a temnoty však nemohlo projít přes ochranné bariéry, jenž mocní Naaru vztyčili. Vůdce Legie, Sargeras, musel vymyslet jiný způsob, jak Draenei zničit. V mysli jeho poručíka Kil'jaedena se zformoval naprosto dokonalý plán. Posednul Ner'zhula, nejvyššího šamana všech Orků, a ten otevřel spolu se svým žákem Gul'Danem portál, kterým mohli projít démoni. Kil’jaeden vyslal Mannorotha, nejlepšího ze svých válečníků, aby Orky získal na stranu Legie. Ten dal náčelníkům orčích klanů napít své krve, čímž si je zotročil. Napít se odmítl pouze Durotan, mladičký náčelník klanu Frostwolf. Ostatní náčelníci se napili a oni i jejich klany získali obrovskou fyzickou sílu a také neukojitelnou touhu zabíjet. Byli však zotročeni a donuceni konat Mannorothovu vůli. Kil’jaeden věděl, že by se Orkové brzy pobili mezi sebou, musel jim dát jiný cíl, na kterém by mohli ukojit svůj chtíč. Ten už měl ale dávno vybraný.
Začala válka. Orkové v jejím průběhu pobili více než 80 % draeneiské populace. Zbytek se ukryl do pevnosti Naaru zvané Tempest Keep. I tu však Orkové začali obléhat. Draenei neměli na výběr, museli uprchnout. Nastoupili do křídla pevnosti zvaného Exodar, a odletěli z Draenoru. Jejich loď ztroskotala na ostrovech severozápadně od Kalimdoru – Azurového ostrova (Azuremist Isle). Draeneiové začali opravovat škody, okolo největšího kusu jejich vesmírné lodi založily své hlavní město – Exodar. Bylo jen otázkou času, za jak dlouho kontaktují Noční elfy žijící na nedalekém stromě/ostrově Teldrasil. Draeneiové, hluboce věřící v dobro, se přidali k Alianci.
Draenor byl později nezodpovědným jednáním Ner'Zhula rozerván na kusy plující prostorem, a dnes se nazývá Outland.
Obecné informace
- Vládce: prorok Velen
- Hlavní město: Exodar na Azuremyst Isle
- Rasové zvíře: Elekk (slonům podobní tvorové, které si draenei přivezli z Outlandu)
- Startovní lokace: Ammen Vale, Azuremytský ostrov (Azuremyst Isle)
- Jazyky: Common, Draenei
- Frakce: Aliance

Povolání
- Válečník, Paladin, Hunter, Priest, Shaman, Mage, Death Knight (WotLK), Monk (MoP)

### Elfové
Elfové byli lidem vysokých, velekrásných a inteligentních bytostí vyznačujících se dlouhýma špičatýma ušima. Původně se jednalo o jedinou rasu zvanou Kal'dorei (noční elfové), která vznikla a žila původně při břehu jezera na tehdy jediném kontinentě zvaném Kalimdor. Toto jezero bylo později označováno jako Studna věčnosti. Elfové byli první bytosti, kteří magii s ní spojovanou objevili. Elfy si zamiloval Cenarius, mocný polobůh obývající zalesněné oblasti, který elfy učil o uspořádání světa. Civilizace elfů se rozšířila po celém kontinentě. Královna Azshara vybudovala na břehu Studny věčnosti velký palác, kde shromažďovala své nejvěrnější služebníky (nazývala je Quel'dorei neboli Urození) a zasvěcovala je v magii. Avšak královna Azshara pod nekontrolovatelným používáním magie zešílela a ona a její Urození přivolali do svého světa Plamennou legii, zhoubnou armádu démonů, a přestože ji za obrovského úsilí elfové zahnali zpět, došlo k roztrhnutí světa, zničení Studny věčností, dárkyně magické moci a nesmrtelnosti, a elfové se rozdělili na Nágy, Satyry, Noční elfy a Vysoké elfy, z nichž se později stali Krvaví elfové.

#### Noční elfové
Noční elfové jsou významní tím, že žijí ve spojení s přírodou. Zřekli se užívání především Arcane magie, ale i magie jako takové. Bohužel jim ale v krvi zůstala touha ji používat, a tak ji používají na přeměny v různá zvířata (formy). Po zničení původního Kalimdoru hrstka těchto elfů pod vedením Malfuriona Stormrage, učně Cenaria, plula směrem na západ, kde nalezli po několika měsících kontinent. Nazvali ho opět Kalimdor a usadili se zde. Bohužel pro ně ale nalezli Illidana, který připlul jen o pár dní později, jak se snaží ze zachráněné vody ze Studny věčnosti vytvořit novou stejnojmennou studnu. To Malfuriona naštvalo a nechal vysoké elfy vyhnat z Kalimdoru. Nechal Illidana, svého bratra, uvěznit a v nové Studni věčnosti vypěstoval strom. Tento strom se nachází v Mount Hyjal. Noční elfové jsou proslulí především již zmíněnou druidskou a přírodní (natural) magií. Nicméně se v nich najde hrstka těch, co používají i jiný druh magie, a to je Světlo. N'aaru E'lune si zvolila hrstku kněžek za své služebné a dodává jim sílu. Sama ale nosí podobu elfky a proto je známa spíše jako bohyně Elune.

##### Wolf cult
Když vrchni druid Malfurion zkoumal přeměny do různých forem, narazil na možnost přeměnit se ve vlka. Zkusil to tedy, a začal pomalu šílet. Nemohl se přeměnit do své pravé podoby, zato se měnil v krvežíznivé monstrum. Dlouho bloudil po světě a páchal v této formě zlo, dokud nepřišel sám polobůh Cenarius a nezrušil mu toto kouzlo. Malfurion sám důrazně zakázal využívat toto kouzlo, nicméně se hrstka elfů nenechala poučit a začala jej využívat. Tihle elfové ale postupně zanikali a dlouho se o nich moc nevědělo. Ví se jen o pár skupinkách, které přežívali na různých částech, ne jen Kalimdoru.

#### Vysocí elfové
Věrní služebníci Azshary zvaní Urození neboli Quel'Dorei se však dostávali s temnými elfy do konfliktu. Sami se totiž nechtěli magie vzdát, neboť na ní byli závislí. Vysmívali se druidismu, na který se temní elfové obrátili. Quel'Dorei vedeni Dath'Remarem, jenž přijal přízvisko Sunstrider (Denní chodec), odpluli z Kalimdoru a dopluli až ke kontinentu, který lidé později nazvali Lordaeronem, respektive do části nazývané Trisfall Glades. Tito elfové začali být zváni Vysocí elfové. V Trisfall Glades založili první osadu, kterou však posléze opustili, když začali propadat podivnému šílenství. Tato cesta znamenala smrt pro mnohé, neboť bez sil Studny věčnosti byli krom nepřátel vystaveni i nemocím, vyčerpání i rozmarům přírody. Navíc se jejich vysoké postavy zmenšily, pleť vybledla a vlasy zesvětlaly. Nakonec dorazili až do krajů plných primitivních lidí a Zul'Amanských trollů a za stálých bojů se jim podařilo vybudovat nové království – Quel'Thalas s hlavním městem Silvermoon. Tuto říši obehnali bariérou z runových kamenů, které maskovaly jejich magii před zraky Plamenné legie a umožňovaly i obranu proti trollům, kteří považovali staré trollské ruiny pod Silvermoonem za posvátné.
Vysocí elfové byli ochotni učit lidskou civilizaci magii, kterou lidská rasa neznala. Centrem se stalo lidské království Dalaran, kde se poté shromažďovali zasvěcenci magie – kouzelníci.
Při pádu Quel'Thalasu pod náporem nemrtvých vedených bývalým následníkem trůnu království Lordaeron, paladinem Stříbrné ruky a nyní prvním rytířem smrti, princem Arthasem a démony z Plamenné legie, došlo k téměř úplnému vyhubení Vznešených a ke zničení Sluneční studny. Elfí hraničářka Sylvanas Windrunner bránicí Quel'Thalas byla nakonec zabita, přeměněna v nemrtvou a donucena sloužit Arthasovi. Zároveň došlo i ke smrti většiny vůdčích kouzelníků Kirin Tor, kteří vedli lidské království Dalaran.

### Vlkodlak (Worgen)
Po útoku Pohromy na Lordaeron se hrstka mágů rozhodla na vlastní pěst hledat řešení, jak pohromu zastavit. Jeden mág, žijící na hranicích mezi Gilneasem a Silverpine Forest, údajně našel řešení a začal své poddané měnit právě na vlčí formy. Tihle vlkodlaci jsou imunní vůči nemrtvým a zároveň vysoce agresivní.
Pár let se nikdo o tyto vlkodlaky nezajímal. Nicméně později se začali objevovat v Gilneas City a co víc, Genn Greymane se také stal obětí tohoto „moru“ vlkodlaků. Postupně se všichni občané přeměnili na vlkodlaky, kterým na pomoc přijíždějí Temní elfové, aby je zachránili. Jejich pomoc je ale odmítnuta, protože se sámi naučili přeměňovat se z člověka na vlkodlaka a obráceně.

## Horda
Horda je jednou ze dvou hlavních politických frakcí smrtelných ras ve světě Azerothu (a Outlandu) a je protějškem Aliance.

### Orkové
Orkové přišli na svět Azeroth bránou z jejich rodného světa Draenoru, pod vedením Gul'dana, služebníka Sargerase. Podařilo se jim porazit lidi a vydrancovat jejich hlavní město Stormwind.

### Trollové
Trollové obvykle měří sedm stop a váží dvě stě liber, kromě členů dvou kmenů, Drakkari a Zandallari, kteří mají sklony větší než jejich příbuzní.
Většina trollů nemá žádné závazky mimo jejich vlastní kmeny, s výjimkou kmenů Darkspear a Revantusk, dřívějšími členy Hordy a jejich pozdějšími spojenci. Darkspear jsou hratelní trollové ve World of Warcraft; statisticky jsou nejmíň hratelnou rasou ve hře. Ačkoliv jsou Darkspear nejslabší a nejmenší ze všech trollů, kromě džunglových trolů, jsou nejvíc mazaní a chytří.
Trollové jsou vysocí, vychrtlí a svalnatí. Mají elfí a orčí charakterisktické rysy – velké kly a dlouhé uši. Jejich dlouhé ruce, silné nohy a rychlé reflexy jsou dokonale stvořené k lovu. Podobně jako taureni, mají trollové na rukou jen dva prsty a palec a na nohou pouze dva prsty. Stejně jako taureni nenosí žádné boty, ale zatímco taureni to nedokáží kvůli svým kopytům, tak se zdá, že trollové se prostě pohodlněji cítí bosí.
Podle Blizzardu těla lesních trollů mohou v omezeném rozsahu podporovat růst rostlin, a to díky mutaci, která proběhla před staletími. Tenká vrstva lišejníku nevyhnutelně vyroste na kůži lesních trollů krátce po jejich narození a dává jim jejich charakteristické zabarvení. Barva jejich lišejníkové kůže se pohybuje v rozmezí od světle zelené k modré nebo purpurové. Nicméně těla džunglových trollů jsou pokrytá krátkou, jemnou srstí, která způsobuje, že trollové se zdají být purpuroví nebo šedí. Ačkoliv je dostatečně velké fyzické zranění zabije, mohou trollové regenerovat ztracené končetiny a léčit těžká zranění takovou rychlostí, že z nich je postrach každého bojiště; co je nezabije, to se vyléčí. Trollové jsou svou schopností regenerace velmi dobře známí a dokáží některé alchymistické směsi propůjčit i jiným rasám, jako třeba "lektvar trolí krve", který navzdory názvu žádnou trollí krev neobsahuje.
Trollové mají zvláštní styl mluvení. Slova jako "yo" (běžný pozdrav) a "mon" (man) jsou běžné výrazy. Trollové mluví s proměnným jamajským a kubánsky znějícím přízvukem, ačkoliv kubánština se zdá mnohem silnější u lesních trollů. Válkychtivé kmeny trollů jsou zrozeny pro zabíjení a mají silnou touhu po krvi. Některé stále lnou ke svému odkazu kanibalismu a voodoo.
Existují jisté legendy, které uznávají jako možné, že první noční elfové byli průkopničtí lesní nebo temní trollové ze severu, kteří se usídlili na březích Studny věčnosti.

#### Dvě Impéria
Zhruba před 16 000 lety, dlouho předtím než Temní elfové hloupě přivolali Plamennou legii, trollové vládli Kalimdoru. Zandalarianci byli nejstarší známí trollové, kteří se sjednotili v první kmen, z kterého ostatní kmeny původně pochází.
V průběhu času se objevila dvě odlišná impéria – Impérium Amani ve středu lesních zemí a Impérium Gurubashi v jihovýchodních džunglích.
Menší kmeny žily daleko na severu v místech dnes známých jako Northrend. Tyto kmeny založily malý národ známý jako Zul'Drak, ale nikdy nedosáhly velikosti nebo blahobytu jižních impérií.
Gurubashi a Amani impéria se neměly moc v lásce, ale zřídka proti sobě válčily. V těch časech jejich největším nepřítelem bylo třetí impérium – civilizace Azi Aqir. Aqir byli inteligentní hmyzáci, kteří vládli zemím daleko na západě. Tihle chytří hmyzáci byli velice expanzivní a neskutečně zlí. Aqir byli posedlí vymýcením všech ne-hmyzích forem života z Kalimdoru.
Trollové s nimi bojovali po mnoho tisíc let, ale nikdy nevyhráli pravé vítězství nad Aqir. Nakonec díky vytrvalosti trollů bylo Aqirské království rozštěpeno do dvou kolonií daleko na severu a na jihu kontinentu.
Dva městské státy Aqiri – Azjol-Nerub v severský pustinách a Ahn'Qiraj v jižních pouštích. Ačkoliv trollové měli podezření, že jsou i jiné kolonie Aqiri pod Kalimdorem, jejich existence nikdy nebyla potvrzena.
Jak byli hmyzáci odsunuti do vyhnanství, obě trollská impéria se vrátila ke svému běžnému životu. Navzdory jejich velkému vítězství ani jedna civilizace neexpandovala daleko za své běžné hranice. Nicméně prastaré texty mluví o malé skupině trollů, kteří se odštěpili od Amani impéria a založili si vlastní kolonii v srdci temného kontinentu.
Tihle odvážní průkopníci objevili vesmírnou Studnu věčnosti, která je změnila v bytosti nesmírné síly. Některé legendy tvrdí, že tito dobrodružní trollové byli prvními Nočními elfy, ale tohle tvrzení nikdy nebylo doloženo.

#### Pád Impérií
Až na jejich nejasné počátky je jasné, že temní elfové přišli k moci krátce po objevení Studny věčnosti. Navzdory snahám trollů zabránit rozšiřování jejich území, temní elfové vybudovali mocné impérium, které rychle expandovalo po původním Kalimdoru. Ovládajíce divokou magii před pověrčivými trolly, kteří ji nikdy dříve neviděli, dokázali temní elfové s malými problémy to, co zlý Aqir nedokázali: porazit dvě nejmocnější impéria na světě.
Temní elfové systematicky rozebrali obranu a zásobování trollů. Neschopní oplácet ničivou magii elfů, čelili trollové absolutní porážce. Temní elfové dokázali, že jsou každým kouskem stejně mazaní a krvežízniví jako divocí trollové, což vysvětluje pozdější rasovou nenávist a pohrdání. Gurubashi a Amani impéria se rozpadla během několika málo let.
Nakonec byli temní elfové spáleni tajemnými ohni, které se snažili ovládnout. Jejich bezohledné užívání magie přilákalo démonickou Plamennou legii. Démoni zničili většinu civilizace temných elfů. Ačkoliv nejsou žádné záznamy dokazující, že Legie zaútočila i na trollí civilizaci, je pravděpodobné, že bitvy se odehrávaly po celém kontinentu.
Na konci tohoto hrůzného konfliktu, známého jako Válka prastarých, Studna věčnosti implodovala. Následující rázová vlna roztříštila obrovskou pevninu Kalimdoru. Střed kontinentu byl potopen do moře, zanechajíc po sobě jen malé skupinky samostatných ostrovů.
Tak velké části Amani a Gurubashi impérií stále v současnosti existují v zemích Quel'Thalasu a Stranglethornu. Království Azi'Aqir, Azjol-Nerub a Ahn'Qiraj také přežila do současnosti jako Northrend a Silithus.
Obě trollí civilizace se vzpamatovaly ze zkázy původního světa, jak ho znaly. Neochvějní trollové znovu vybojovali svá zpustošená města a snaží se získat svou dřívější moc.

#### Přízrak Soulflayera
Dlouhá staletí po Velkém rozdělení světa byla náročná pro trollskou rasu. Hladomor a hrůza byly všedmími záležitostmi v rozbitých královstvích. Gurubashi trollové, poháněni zoufalstvím, hledali pomoc u prastarých, mystických sil. Ačkoliv obě království sdílela stejnou víru ve velký pantheon primitivních bohů, Gurubashi se dostali pod vliv nejtemnějšího.
Hakkar Soulflayer, zrůdný, krvežíznivý duch, vyslyšel volání trollů a rozhodl se jim pomoci. Hakkar předal tajemství krve Gurubashi a pomohl jim rozšířit jejich civilizaci přes téměř celé Stranglethornské údolí a některé ostrovy Jižních moří (South Seas). Ačkoliv jim předal velkou moc, Hakkar chtěl víc a víc za svoje úsilí.
Krvežíznivý bůh denně požadoval obětování duší. Snil o získání příchodu do fyzického světa, kde by mohl zhltnout krev všech smrtelných bytostí. V ten čas se Gurubashi dovtípili, s jakou bytostí se spřáhli, a obrátili se proti němu. Nejsilnější kmen povstal proti Hakkarovi a jeho věrným kněžím Atal'aiův.
Následovala hrozná válka mezi Hakkarovými následovníky a zbytky Gurubashi kmenů. Rašící impérium bylo roztříštěno magií uvolněnou mezi vzteklým bohem a jeho vzpurnými dětmi. Když bitva vypadala nejvíce beznadějně, trollové uspěli v likvidaci Hakkarova avatara a navždy ho vypudili ze světa.
Dokonce jeho Atal'aiští kněží byli nakonec vypovězeni z hlavního města Zul'Gurub a donuceni přežívat v nehostinných bažinách na severu. V těchto stinných močálech vybudovali velký palác pro jejich padlého boha Atal'Hakkara, kde pokračovali v práci svého mistra.
Zbývající kmeny Gurubashi šly po občanské válce, která nechala jejich země v troskách, svými vlastními oddělenými cestami. Skullsplitter, Bloodscalp a Darkspear se začaly domáhat vlastních zemí v rozlehlých zemí Stranglethornu. Ačkoliv se v rozbitém impériu nastolil křehký mír, někteří mluvili o proroctví, že se Hakkar jednoho dne obrodí do tohoto světa a toho dne jej celý pohltí.

#### Trollí války
Jednou z nejstarší válek ve světě Azeroth byla válka mezi lesními trolly ze Zul'Amanu a vysokými elfy. Válka začala, protože vysocí elfové založili své království Quel'Thalas na posvátném území trollů, pod kterým byly ruiny trollího města. Elfská magie pomáhala vyplašit pověrčivé bandy trollů a uplynulo 4000 let od doby, kdy trollové začali opravdovou válku.
Trollové měli slušnou šanci vyhrát, avšak na pomoc vysokým elfům přišli lidé. Společně užili ohnivou magii, aby zabránili trollům v regeneraci svých zranění. Jak byly trollské armády ničeny a jak se snažily ustoupit, nepřátelské armády je nemilosrdně vyčerpaly a zmasakrovaly mnoho jejich vojáků.
Lesní trollové se od té doby již nikdy plně nevzpamatovali z porážky a historie je už nikdy neuvidí povstat jako jeden národ.

### Krvaví elfové
Krvaví elfové nebo také sin'dorei (Děti krve v Thalassianštině) jsou rasa složená z bývalých vysokých elfů, kteří se přejmenovali na počest svého lidu, vyvražděného během obléhání Quel'Thalasu Pohromou během Třetí války. Krvaví elfové z Azerothu se připojili k Hordě v datadisku Burning Crusade, hledajíce sjednocení s princem Kael'thasem Sunstriderem v Outlandu. Znovuvybudovali své hlavní město Silvermoon v Eversong Woods.
Krvaví elfové jsou zoufalá rasa, která kdysi byla vysokými elfy. Během Třetí války, král Arthas Menethil a jeho Pohroma vyplenili Quel'Thalas a zničili elfskou rasu, když vyhladili víc než 90 % její populace. Princ Kael'thas Sunstrider během této katastrofy studoval magii v Dalaranu. Když se doslechl, co se stalo, co nejrychleji se vrátil domů a převzal velení nad přeživšími. Kael'thas je na počest jejich padlého rodu přejmenoval na “krvavé elfy”. Před zničením Sluneční studny byli všichni vysocí elfové koupáni v magické moci. Zbaveni této tajemné síly začali krvaví elfové (a vysocí elfové) trpět. Kael'thas tvrdil, že brzy zahynou, pokud nezískají jiný magický zdroj namísto Studny. Proto se krvaví elfové naučili vysávat magii z jiných zdrojů.
Brzy se krvaví elfové střetli s Pohromou a Amani trolly, kteří podnikali nájezdy na bílá elfská území. Krvaví elfové bránili svou domovinu a konečně, když obnovili bezpečí ve své zemi a zabránili degeneraci své společnosti, Kael'thas odešel. Vzal s sebou skupinu nejsilnějších elfských válečníků a kouzelníků a přidal se k Alianci v bitvě proti Pohromě. Byli horliví pomstít se na silách nemrtých. Nicméně fanatismus bránil silám lidí od hledání pomoci od krvavých elfů, kteří se chtěli přidat k boji. Uvězněni a odsouzeni k smrti lidmi, kteří jim veleli, krvaví elfové uprchli do Outlandu a přidali se k silám Illidana Stormrage. Tato skupina krvavých elfů mu pomohla porazit démona Magtheridona.
Výměnou za věrné služby krvavých elfů jim Illidan dal místo pro život, stejně jako způsoby, jak vysávat manu z čehokoliv s tajemnou mocí. Krvaví elfové v Outlandu nyní lovili démony a krmili se démonickou magií. Navdory tomu, co mohou ostatní rasy předpokládat, krvaví elfové mají démony jen těžko v lásce. Samozřejmě, že krvaví elfové vnímají démony jako něco odporného. Dokonce i černokněžníci krvavých elfů věří, že démoni jsou užitečné nástroje, ale ne spojenci. Ne všichni krvaví elfové žijí v Outlandu. Většina krvavých elfů stále žije v Azerothu, obzvlášť v Quel'Thalasu. Tito krvaví elfové se snaží obnovit svou domovinu a zničit Pohromu za každou cenu. Oproti ostatním rasám krvaví elfové chápou, že Opuštění jsou jiní, nebo alespoň sdílejí s elfy stejné cíle, vedoucí k připojení krvavých elfů k Hordě.
Princ Kael'thas Sunstrider pobýval v té době na magické škole v Dalaranu. Navrátil se do ruin Silvermoonu ke zbytku vysokých elfů, tpících mimo jiné i krutou tyranií dosavadních spojenců – lidí vedených lordem Garithosem. Navíc zjistil, že jeho soukmenovce sužuje nemoc vyvolaná nedostatkem magie, na níž si vypěstovali závislost. Tato potřeba magie, jež nemohla být plněna, měnila elfy v znetvořená šílená monstra útočící na cokoliv, co vyzařovalo magii. Kael'thas naučil své poddané, jak magii odebírat magickým tvorům a jak s ní pracovat tak, aby nezešíleli. Část elfů pak přijala Kael'thase za svého vůdce a na počest svých padlých druhů se přejmenovali na Krvavé elfy neboli Sin'Dorei. Z důvodu závislosti na magii se postupně přidali k Nagám vedených Ilidanem, jenž jim umožnil uspokojit jejich závislost demonickou magií, což zřejmě způsobilo u Krvavých elfů také zezelenání očí. Kael'thas společně se svou armádou odešel s Ilidanem a Nagy do Outlandu, kde porazili zbytky Plamenné legie a tehdejšího vládce Outlandu Magtheridona. Spousty Krvavých elfů ale zůstalo doma budující obnovené království Quel'Thalas. Byli nuceni odolávat Pohromě nemrtvých a tak navázali kontakt s Opuštěnými (národem nemrtvých, který se pod vedením lady Sylvannas Windsrunner z moci Pohromy vymanil) a postarali se o to, aby Krvaví elfové se stali součástí Hordy, jímž byli součástí i Opuštění žijící pod troskami lidského města Lordaeronu.
Tito elfové se původně příliš nelišili od Vysokých elfů (vyjma zelených očí, Vysocí elfové měli modré). Stále přetrvaly malé skupinky přeživších Vysokých elfů, kteří nadále slouží Allianci. Krvaví elfové tvořili krásnější část Hordy, ovšem vzhledem k tomu, že tento svět je úzce vázán na počítačovou online hru World of Warcraft a části hráčů na placených serverech se zdáli Krvaví elfové neboli Sin'dorei příliš zženštilí, byl jejich vzhled společností Blizzard upraven a muži Sin'Dorei svými proporcemi se stali více podobnými lidem.
Obecné informace
- Startovní lokace : Sunstrider Isle, Eversongské lesy
- Vládce : regent lord Lor'themar Theron, popřípadě Vrchní Magistr Rommath, Generál-Hraničář Halduron Brightwing, Vrchní examiner Tae'thelan Bloodwatcher, Matriarcha Liadrin a Arcimág Aethas Sunreaver. Kael'thas Sunstrider, Anasterian Sunstrider, Dath'remar Sunstrider
- Rasové zvíře : Hawkstrider
- Hlavní město : Silvermoon
- Jazyky : Orcish, Thalassian
- Frakce : Horda

Povolání
- Paladin, Hunter, Rogue, Priest, Mage, Warlock, Death Knight (WotLK), Warrior (Cataclysm), Monk (MoP), Demon Hunter (Legion)

### Opuštění (Forsaken)
Prvně se vyskytli ve hře Warcraft III: The Frozen Throne, významnou roli hrají v MMORPG hře World of Warcraft.
Opuštění jsou spolu s Orky, Taureny, Trolly a Krvavými elfy jednou z hlavních ras Hordy, tedy ras, za které může hráč hrát. Obecně se jim ale říká Undead (nemrtví). Hlavním městem nemrtvých je Undercity, kde sídlí i vůdkyně této rasy – královna banshee Sylvanas Windrunner. Ta je pravá vůdkyně Opuštěných a je někdy cílem sabotérů ze Scarlet Crusade.
Opuštění vznikli poté, co zeslábl vliv krále Lichů na Pohromu. Sylvaně a řadě dalších se podařilo vymanit z jeho vlivu a následně Pohromu vytlačili z většiny území bývalého království Lordaeronu, pod jehož zničeným hlavním městem vybudovali Undercity.
Boj s Pohromou tím ale neskončil a Opuštění se proto přidali k Hordě, aby získali spojence, kteří jim pomohou. Zahájili též vývoj nového Moru, který vyhladí nemrtvé z Pohromy.
Na čínských serverech byla kvůli čínské cenzuře upravena těla Opuštěných tak, aby nebyly vidět kosti.
V Cataclysmu velice zamíchali děním v severním Eastern Kingdoms, kdy se rozhodli dobýt Lordaeron i Gilneas. Opuštění dobyli 70 % území v Lordaeronu a jsou největší silou v severní půlce Eastern Kingdoms.
Obecné informace
- Startovní lokace : Deathknell, Tirisfalské mýtiny
- Vládce : Reprezentativa Lilian Voss (Konec BfA), Sylvanas Windrunner (vznik rasy – BfA)
- Rasové zvíře : Kostlivý kůň
- Hlavní město : Orgrimmar (v exilu), Undercity (vznik rasy – BfA)
- Jazyky : Orcish, Forsaken (Gutterspeak)
- Frakce : Horda, Sylvanasini loajalisti

Povolání
- Válečník (Warrior), Zloděj (Rogue), Kněz (Priest), Mág (Mage), Černokněžník (Warlock), Rytíř smrti (Death Knight) (WotLK), Lovec (Hunter) (Cataclysm), Mnich (Monk) (MoP)

### Orkové
Zelenokožní orkové jsou jednou z nejrozšířenějších ras v Azerothu. Ačkoliv pochází z Draenoru, orkové přišli do Azerothu přes dimenzionální bránu známou jako Temný portál a pod vlivem Plamenné legie začali válku s lidmi.
Orkové byli dříve vznešená šamanistická společenství v Draenori. Hrdé orčí klany byly zkaženy Plamennou legií a využity jako pěšáci v invazi Legie do Azerothu. Nicméně se orkům podařilo vliv Plamenné legie překonat a nakonec pomohli v boji proti svým bývalým démonickým vládcům. Pod vedením mladého Náčelníka Thralla se nyní orkové snaží znovuzískat svou bývalou sílu a čest. Orkové se přesunuli z Východních království do Kalimdoru a založili město Orgrimmar .
Teď jsou orkové připraveni bojovat – ne kvůli dobývání, ale pro své právo přežít v novém světě.

#### Dávná historie
Orkové žili v dávných dobách ve světě Draenor jako vznešená šamanistická společnost, potulující se v kmenech po draenorských pastvinách Nagrandu po téměř pět tisíc let. Žili v míru s draenejci a válčili s ogry. Časem přitáhla přítomnost draenejců do Draenoru Plamennou legii. Po prozkoumání světa mocný démon Kil'Jaeden zlákal uznávaného šamana Ner'zhula k uzavření dohody. Přesvědčil Ner'zhula, že se draenejci spikli proti orkům a plánují útok. Výměnou za služby Plamenné legii měl Ner'zhul a všichni orkové získat sílu nezbytnou k dobytí nových zemí, a Kil'Jaeden měl mít armádu schopnou zničit draenejce. K získání této síly museli nejprve orkové pít krev Mannorotha Ničitele – mocného pekelného pána z Plamenné legie. Grom Hellscream se jako první napil krve a snadno pak přesvědčil ostatní náčelníky a jejich klany, aby následovali jeho příkladu. Tak se orkové dostali pod vliv Krvavé kletby.

#### Vznik Rady stínů
Ner'zhul ale brzy pochopil, že Krvavý pakt s démony z Plamenné legie přivede celou rasu po splnění všech úkolů do nevyhnutelné záhuby, proto chtěl od této dohody s Kil'Jaedenem odstoupit. Démon se ale nechtěl orků vzdát a vytušil, že nemá cenu se s Ner'zhulem zdržovat, proto si našel ochotnějšího služebníka, Gul'dana. Gul'dan byl Ner'zhulův učedník a zástupce. Byl ale natolik chamtivý, ctižádostivý a ke zlu náchylný, že ochotně souhlasil s Kil'Jaedanovou nabídkou. Gul'dan založil Koncil stínů, jehož členové měli tvořit pouze ti nejmocnější orkští čarodějové (warlockové), které se měli od Kil'Jaedena skrze Gul'dana učit temné magii a potlačit tradiční šamanismus. Někteří schopnější čarodějové se stali nekromanty, kteří rozluštili záhadu života a smrti. Členové Koncilu stínů pod Gul'danovým vedením měli tajně ovládat Hordu přímým zasahováním do politiky orčí společnosti a donutit všechny klany napít se krve Mannorotha, která měla dát orčím válečníkům "nadorčí" sílu, zatemnit jejich mysl a udělat z nich bezcitné surovce. Své démonické schopnosti si měli vyzkoušet na prastaré rase draenejců, jejichž sídla drancovali a obyvatelstvo vyvražďovali.
Když byli draenejci prakticky ve většině vyhubeni, jednotlivé krvelačné orčí klany začaly bojovat proti sobě. Koncil stínů věděl, že je zle, protože bez nového nepřítele, kterého by bylo možné porazit, se orčí Horda zhroutí a orkové se vyvraždí navzájem. Gul'dan proto začal hledat u Kil'Jaedena pomoc a pomocí temného rituálu, kdy jeho mysl pronikala mimo čas a prostor, se ho snažil vyhledat. Místo toho se mu ozvala záhadná bytost, která se mu představila jako Medivh. Tato osoba mu vnutila vizi bohatého světa plného života, prostoru a také nepřátel, které je potřeba zničit. Gul'dan potřeboval nějaký čas na to, aby si tyto vize ve své mysli utřídil. Tyto vize ale byly poskytnuty i všem ostatním čarodějům v Hordě a Gul'dan nařídil, aby agenti Koncilu stínů zabili všechny mimo koncil, kteří měli tuto vizi, jinak by činnost Koncilu stínu mohla být prozracena. Když se Medivh znovu ozval, nabídl Gul'danovi moc samotného pána démonů Sargerase, nacházející se v Sargerasově hrobce na dně oceánu. Výměnou za to chtěl, aby orkové zničili jedinou sílu, která Medivhovi překážela v uskutečnění jeho cíle, a to bylo mocné království Azeroth.
Na nějakou dobu se Medivh odmlčel a začalo hrozit, že orkové začnou zase bojovat mezi sebou, tak musel Gul'dan přizvat orčí náčelníky na jednání o ročním míru a přípravě na válečné tažení proti novému neznámému nepříteli. Gul'dan tím chtěl získat čas, aby se pokusil opět navázat spojení s Medivhem nebo Kil'Jaedenem. Jednoho dne se ale v zemi nedaleko sídla Koncilu stínu objevila puklina. Pomocí svých čarodějů a nekromantů se Gul'danovi povedlo jí stabilizovat a rozšířit natolik, že vzniknul malý portál. Bylo rozhodnuto o vyslání průzkumné mise, která dopadla neúspěšně, neboť orkové nebyli psychologicky připraveni na vstup do cizího světa, kde vše vypadalo jinak. Gul'dan však nařídil další pokus, který už byl úspěšnější.

#### PřesTemný portál
Průzkumná tlupa se dostala z Bažin smutku do nejbližší azerothské vesnice a všechny obyvatele povraždila. Do Draenoru přinesli válečnou kořist ve formě předmětů, které používali vesničané. Gul'dan se ale trochu lekl, jestli tento nepřítel nebude příliš slabý. Do Azerothu se přes tuto puklinu, které orkové začali říkat Temný portál, začalo přesouvat orčí vojsko a hned začaly přípravy na útok na hlavní město Azerothu Stormwind. V této bitvě měli velet dva nejzkušenější a nejmocnější válečníci hordy, kterými byli, dvojhlavý ogr Cho'gall, náčelník klanu Twilight's Hammer, a Killrogg Deadeye, náčelník klanu Bleeding Hollow. Po shromáždění armády Hordy okolo Temného portálu začala invaze směrem k Stormwindu. Ze začátku Orkové úspěšně obléhali toto město, ale lidé se ukázali být schopnějšími válečníky, než se orkům původně zdálo. Z hradu se na orčí armádu vyřítili rytíři na koních a zcela ji rozprášili. Orkové pak museli ustupovat až do Bažin smutku.

#### První válka a události po ní
Cho'gall a Killrogg Deadeye se po bitvě vzájemně obviňovali z neschopnosti a nekompetentnosti, což způsobilo rozpad Hordy na frakce podporující jednoho nebo druhého náčelníka. Gul'dana tento stav hodně znepokojoval, protože by lidé mohli brzo dobýt i území okolo Temného portálu a znamenalo by to konec orčí invaze i konec jeho. Brzy se ale našel nový vůdce, který Hordu znovu sjednotil. Jmenoval se Blackhand Ničitel, náčelník klanu Blackrock, a ukázal se být výborným válečným stratégem. Do Hordy vnesl opět pořádek a zreformoval orčí armádu, protože předtím neměla prakticky žádnou organizaci. To ale bylo všechno, co dokázal sám, neboť ve skutečnosti byl naprosto neschopný.
Gul'dan si jej zavázal a pomocí podplácení a vydírání skrze něj ovládal Hordu. Blackhandovi se ale podařilo prorazit blokádu azerothské armády v Bažinách smutku a vyhrál mnoho bitev proti lidem. Během pěti let byl orčí Hordou napodruhé dobyt Stormwind a Azeroth tak padl. Klan Blackrock se pak stal dominantním mezi všemi klany, které se přesunuly do Azerothu a usadil se na úpatí hory Blackrock Spire. Krátce před závěrečnou bitvou se ale stalo něco, co Gul'dan neočekával. Medivh byl ve své věži zabit zbytky lidských vojsk pod velením Anduina Lothara, a to díky tomu, že s ním zrovna byl v mimosmyslovém spojení, když se Gul'dan snažil z Medivha dostat pozici Sargerasovy hrobky přímo. To mělo za následek, že Gul'dan upadl na několik týdnů do kómatu. Blackhand krátce na to selhal jako náčelník Hordy i jako vojevůdce, protože bez Gul'danových rad se neobešel. Orgrim Doomhammer, jeden z jeho důstojníků, mu vyhlásil válku a po krátké zteči ji vyhrál a Blackhand byl zabit.
Doomhammer se stal novým náčelníkem klanu Blackrock a náčelníkem Hordy a hned začal s vyšetřováním podivných praktik, které se děly za vlády Blackhanda. Jeho zvědům se povedlo chytit jednoho z agentů Koncilu stínů Garonu, polovičního orka, a po krátkém, zato však intenzivním mučení z ní dostal všechny informace, které hledal. Dověděl se o existenci Koncilu stínů a o aktivitách čaroděje Gul'dana. Shromáždil vojsko a zaútočil na všechny orčí tábory pod vládou orčích čarodějů a na sídlo Koncilu stínů, které se z Draenoru přesunulo do Stormwindu. Pro výstrahu nechal všechny orčí čaroděje popravit. Nakonec napadl i Gul'danův klan Stormreaver. Gul'dan byl ale po svém šoku příliš oslaben a nebyl schopen velet, proto se vzdal Doomhammerovi. Ten ho nechal předvést před sebe a důrazně mu vysvětlil, kdo je pánem Hordy. Gul'dan se ale nevzdal tak snadno a Doomhammerovi výměnou za důvěru slíbil, že mu stvoří nový typ vojáků Hordy, kteří budou loajální přímo jemu. Gul'dan exhumoval ostatky padlých azerothských rytířů a mocnou nekromantskou magií přesunul duše svých mrtvých věrných čarodějů do těl rytířů. Tak vznikla jednotka Rytířů smrti, kterými byl Doomhammer velmi potěšen, ale uniklo mu, že se v nich nachází duchové přesně těch čarodějů, které nechal popravit, takže mu věrnost jen předstírali. Za odměnu přestal Gul'dana tolik hlídat a soustředil se na zbylé síly lidských vojsk. Azerothské obyvatelstvo z ještě nedobytých částí bývalého azerothského království totiž opustilo domovy a podle zvědů se přes moře začalo stěhovat na sever. Orgrim Doomhammer vydal rozkaz pronásledovat uprchlíky kamkoliv půjdou, zatímco Gul'dan tajně připravoval Doomhammerovi pomstu za pokoření a také se soustřeďoval na svůj cíl – Sargerasovu hrobku.

#### Druhá válka
Po šesti letech od pádu Stormwindu bylo dokončeno orčí loďstvo, aby bylo možné pokračovat v pronásledování Azerothanů, protože pokračováním přes pevninu by orkové museli zdolat hory Khaz Modanu a trpaslíky v nich žijící, které ale také již napadli. Horda byla posílená o dvojhlavé ogry, z nichž někteří se již dříve stali součástí Hordy (například Cho'gall byl ogr), a skřety (gobliny), kteří poskytli hordě leteckou technologii a pomohli s modernizací námořnictva ochočením obrovitých mořských želv, aby je bylo možné použít jako ponorky. Když byly přípravy a průzkumy dalších území několika orčích hlídek hotovy, vylodila se Doomhammerova Horda na jižním pobřeží dalšího mocného lidského království – Lordaeronu. Tam se ukryli všichni uprchlíci z Azerothu. Byla dobyta pevnost Hillsbrad a Lordaeron byl odříznut od moře, aby se mu nedostávalo podpory, zejména z dobře obrněného ostrovního království Kul Tiras.
Během dobývání Hillsbradu orkové narazili na lidskou posádku, která věznila lesního trolla Zul'jina. Ten jim za své osvobození od zajetí lidí slíbil pomoc při likvidaci lidí a hlavně elfů, kteří se náhle objevili v řadách armády lidí, která si začala říkat Aliance. Trollové pomohli orkům vylepšit konstrukci některých bitevních lodí a svou zuřivostí skvěle doplnili početné řady orčí Hordy.
Po zajištění lordaeronského pobřeží se Doomhammer zaměřil na odlehlejší oblasti v okolí Stromgarde, aby tento městský stát nemohl poskytnout posily pro Lordaeron a aby odřízl říši trpaslíků od zbytku pevniny. Následovalo tažení na ostrůvek uprostřed velkého jezera Cear Darrow, kde se nacházely velké runové kameny. Ty byly vztyčeny a očarovány kdysi dávno elfskými kněžími, aby z místa vyhnali pověrčivé trolly. Jejich síla ale přilákala pozornost Cho'galla a pomocí nich pak naučil své nejvěrnější ogří válečníky magii, díky které orčí Horda jednala ještě zběsileji než kdy jindy. S pomocí této nové magie pak orkové s ogry a trolly napadli hranice Quel'Thalasu, lesnatého království elfů. I když tuto oblast orkové značně poničili, podařilo se elfům za pomoci lidských rytířů a mágů za cenu vysokých ztrát orky odrazit.
Bitvou u Quel'Thalasu Aliance ztratila hodně sil a zdrojů, zatímco značná část Hordy, sídlící v Hillsbradu a na jižním pobřeží Lordaeronu, se připravovala na závěrečný útok na hlavní město Lordaeronu, před čímž mělo být ještě vypáleno město lidských mágů Dalaran. To měly provést klany Twilight's Hammer pod vedením Cho'galla a Stormreaver s Gul'danovými Rytíři smrti. Doomhammer nakonec vydal rozkaz k útoku, který měl být podpořen rudými draky, které poskytl klan Dragonmaw, jemuž se v Khaz Modanu podařilo uvěznit dračí královnu Alextraszu, která byla nucena rodit draky loajální přímo Hordě. Místo toho, aby Gul'dan s Cho'gallem provedli tento klíčový rozkaz, oba opustili se svými klany své posty a vydali se na cestu daleko na moře na místo, kde se nachází Sargerasova hrobka, jejíž polohu Gul'dan konečně objevil. Mocným kouzlem ji vyzvedl i s celým kusem pevniny nad hladinu moře a začal prozkoumávat její útroby. V místnosti, kde se měl nacházet onen artefakt zajišťující moc, jakou měl Sargeras, ale na něj čekali jen rozzuření démoni, kteří ho zabili.
Doomhammer byl tímto Gul'danovým zbrklým činem velice nepříjemně překvapen a posléze velmi rozzuřen. S oběma klany totiž Horda přišla nejen o Rytíře smrti a silné Stormreaverské námořnictvo, ale i o téměř polovinu pěchoty tvořené převážně grunty (žumpy). Doomhammer se proto musel stáhnout z území Lordaeronu a vydal se hledat Gul'dana a oba dezertující klany, až je našel. Nad Sargerasovou hrobkou se rozhořela patrně největší bitva od pádu Stormwindu, kterou Doomhammer vyhrál. Cho'gall byl popraven za zradu stejně jako většina členů obou klanů, ale Gul'dana už nikdo nikdy nenašel. Horda byla po této bitvě ještě více oslabena a orčí námořnictvo se prakticky rozpadlo. Až na pár výjimek zmizeli také Rytíři smrti, kteří se většinou pod vedením nejmocnějšího z nich, Terona Gorefienda, stáhli k Temnému portálu.
Mezitím lidé stihli přeskupit své síly a zahájit protiútok. Orkové byli vyhnáni z Lordaeronu i Quel'Thalasu a když se Orgrim Doomhammer vrátil z bitvy ze Sargerasovy hrobky, nezbylo mu nic jiného, než stáhnout všechny síly k Blackrock Spire. Když tam dorazila vojska Aliance, pokusil se o vyjednávání o mírové dohodě s vůdcem armády sirem Anduinem Lotharem, se kterým už bojoval v První válce. Oba válečníci byli ale na místě setkání přepadeni orčím odpadlým klanem Burning Blade, který zcela podlehl démonické temnotě, a rozpoutal šarvátku, ve které všichni padli kromě obou vůdců. Doomhammer byl o něco silnější než Lothar, tak Lothara zabil, protože již po tomto incidentu nebylo možné jednat o nějakém míru. Celá věc se stala možná proto, že Orgrim Doomhammer nebyl zcela pohlcen zlem a patřil mezi ty nejvzdělanější orky. Páni čepelí z Burning Blade chtěli dohodě zamezit proto, že by orkové jinak definitivně selhali v poslání připravit invazi Plamenné Legie, o čemž ale neměl téměř žádný ork potuchy. Když už byl Lothar mrtev, doufal Doomhammer, že jeho smrt bude mít negativní vliv na morálku Aliance. Místo toho se Aliance pod vedením Lotharova důstojníka Turalyona sebrala a definitivně zničila Doomhammerovy síly. Sám Doomhammer se vzdal paladinům, ovšem počítal s tím, že z vězení uteče.
Po bitvě u Blackrock Spire se armáda Aliance rozdělila na ty, kteří měli za úkol zadržet všechny ostatní orčí klany a uvěznit je, a na ty, kteří pokračovali v tažení, aby se orčí hrozby zbavit navždy. Vojska pod velením čaroděje Khadgara, který věděl o existenci Temného portálu už v době První války, začala pročesávat Bažiny smutku, až narazili na část vojska Terona Gorefienda a opuštěnou vesnici klanu Burning Blade, která měla hlídat Temný portál. Khadgar pak mocným kouzlem Temný portál uzavřel. Ale ne úplně, neboť ta původní puklina přetrvala.

#### Významní orkové
- Thrall: Bývalý náčelník Hordy. Bývalý vůdce Earthen Ringu. Válečník a šaman. Zachránce svého lidu, který přivedl orky zpět k šamanismu.
- Durotan: Thrallův otec. Bývalý náčelník klanu Frostwolf.
- Draka: Thrallova matka. Dcera Kelkara, syna Rhakishova.
- Garad: Durotanův otec. Bývalý náčelník klanu Frostwolf.
- Geyah: Durotanov matka. Duchovní vůdce Mag'harů.
- Drek'thar: Starší šaman klanu Frostwolf.
- matka Kashur: Předchozí starší šamanka klanu Frostwolf. Drek'tharova mentorka.
- Náčelník Orgrim Doomhammer: Náčelník Hordy a náčelník klanu Blackrock během Druhé války. Poručík Blackhanda, přítel Durotana, mentor Thralla.
- Náčelník Blackhand Ničitel: Náčelník Hordy a náčelník klanu Blackrock během První války. Zabit Doomhammerem.
- Náčelník Rend Blackhand: Blackhandův syn. Spolunáčelník klanu Black Tooth Grin a později Náčelník Temné Hordy a klanu Blackrock ve službách Nefariana.
- Maim Blackhand: Blackhandův syn. Spolunáčelník klanu Black Tooth Grin. Zabit trpaslíky z Dark Iron.
- Griselda Blackhand: Blackhandova dcera. Uprchla s ogrem Turokem.
- Grommash Hellscream: Náčelník klanu Warsong. Osvoboditel orčí rasy z démonické smlouvy s Mannorothem.
- Garrosh Hellscream: Gromův syn. Vůdce Mag'har.
- Náčelník Kargath Bladefist: Náčelník klanu Shattered Hand. Náčelník Pekelné Hordy ve službách Illidana Stormrage.
- Kilrogg Deadeye: Náčelník klanu Bleeding Hollow. Jediný náčelník, který se po Druhé válce vyhnul chycení a vrátil se do Draenoru.
- Tagar Spinebreaker: Náčelník klanu Bonechewer.
- Fenris Lovec: Bývalý náčelník klanu Thunderlord.
- Garm Wolfbrother: Poslední náčelník klanu Thunderlord.
- Zuluhed: Šaman-náčelník klanu Dragonmaw ve služách Illidana Stormrage.
- Nekros Skullcrusher: Vrchní černokněžník klanu Dragonmaw. Žalářník Alexstraszy.
- Ner'zhul: Šaman-náčelník klanu Shadowmoon a bývalý duchovní vůdce orků. Způsobil zkázu Draenoru otevřením portálů. Bývalý Král Lichů po Arthasovi .
- Gul'dan: Náčelník a černokněžník klanu Stormreaver a zakladatel Rady stínů.
- Teron Gorefiend: Rytíř smrti. Bývalý orčí černokněžník, kterého zabil Doomhammer a Gul'dan následně oživil.
- Nazgrel: Veterán Druhé války a bývalý kapitán stráže v Orgrimmaru. Velitel expedice Hordy do Outlandu.
- Vrchní Overlord Saurfang: Broxigarův bratr. Hlavní velitel Moci Kalimdoru ve válce proti Silithidu a jejich Qirajiským pánům.
- Broxigar: Saurfangův bratr. Známý veterán všech tří válek. Cestoval zpátky v čase a zúčastnil se Války Prastarých.
- Eitrigg: Bývalý válečník klanu Blackrock, nyní člen Thrallovy šamanistické Hordy. Přítel lidského Paladina Tiriona Fordringa.
- Jubei'thos: Náčelník a břitmistr klanu Blackrock, zabit Arthasem.

#### Klan Blackrock
Během druhé války to byl nejsilnější z orčích klanů, které napadly lidské království Azeroth. Ještě před začátkem této války se moci v tomto klanu chopil vojevůdce Orgrim Doomhammer poté, co zabil předchozího velitele klanu, generála Blackhanda. Ve třetím díle série, Warcraft III: Reign of Chaos, kdy jej vedl Jubei'Thos, byl tento klan zničen vojskem Nemrtvých, kterému veleli rytíř smrti Arthas a lich Kel'Thuzad. Klan Blackrock měl totiž v držení bránu démonů, skrz kterou mohl Kel'Thuzad promlouvat s obávaným démonem Archimondem.
Velitelé klanu:
1. generál Blackhand
2. Orgrim Doomhammer
3. Jubei'Thos

#### Klan Frostwolf
Orkové z tohoto klanu pocházejí, stejně jako všichni ostatní orkové, ze zničeného světa Draenor, odkud je skrz Temný portál vyvedl náčelník Durotan. Klan se stal jedním z těch, které bojovaly v První válce proti lidem, ale stal se nepohodlný orčímu čarodějovi Gul'danovi, který skrze svou loutku Blackhanda vládl hordě. Durotan a jeho šamané totiž často poukazovali na nebezpečnost používání démonické magie, která měla na celou orčí společnost velmi negativní vliv a celou rasu proměňovala v hordu nemyslících tvorů bez citu. Klan Frostwolf byl také jediný, který odmítnul napít se zkažené Mannorothovy krve a ponechal si své starodávné šamanské tradice. Velitel Durotan byl proto během Druhé války zabit na Gul'danův rozkaz (pravděpodobně Rendem a Maimem, syny Blackhandovými z klanu Black Tooth Grin) spolu se svou celou rodinou, kromě jeho syna Thralla. Ten byl jako batole nalezen člověkem Aedelasem Blackmoorem, který ho vychovával na svém hradě jako otroka a gladiátora.
Náčelníkem byl po Durotanově smrti zvolen Drek'Thar, který přesunul celý kmen po vypovězení Gul'danem z Hordy do Alterackých hor. Tam byl klan v relativním bezpečí a zůstal lidskou aliancí neobjeven, zatímco ostatní klany byly po Druhé válce buď úplně zničeny, nebo internovány do internačních táborů pro orky. Moudrý prorok Drek'Thar potom po dvaceti letech potkal mladého Thralla, kterému se povedlo utéct z Blackmoorovy pevnosti. Naučil ho moudrosti a pověděl mu o jeho původu. Thrall se nakonec stal náčelníkem klanu Frostwolf a rozhodl se vysvobodit orky z internačních táborů a navrátit orčí hordě bývalou čest a slávu. Drek'Thar mu dělal nejvyššího rádce a Orgrim Doomhammer, bývalý náčelník Hordy, mladého Thralla učil válečnickému umění. Po dostatečných přípravách vedl Thrall celý klan do bitev proti posádkám menších internačních táborů a vysvobozoval z nich orky z ostatních klanů. Když jich vysvobodil tolik, že mohl postavit orčí armádu a tím obnovit Hordu, zaútočil na pevnost Durnholde Keep, kde Thrall zabil svého věznitele Blackmoora.
V této době prakticky klan Frostwolf přestává existovat, neboť Orkové jsou opět sjednoceni pod jedinou Hordu. Navíc Thrall ucítí za pomoci záhadného proroka, že se démoni vracejí, a tak na jeho radu opouští zemi lidí a cestuje na kontinent na opačné straně světa, do Kalimdoru, kde vznikne první skutečně orčí stát, který byl pojmenován podle zavražděného velitele Durotar.

#### Klan Warsong
Kmen Warsong je jedním z nejsilnějších a nejdivočejších orčích kmenů. Tento kmen byl jedním z nejslavnějších v Draenoru a byl schopný kdykoliv se vzepřít jednotkám Aliance. Byl to ale také první kmen, který podlehl démonickým silám, navíc přesvědčil ostatní kmeny o zapojení se do krvavého paktu. Ve druhém díle série velmi dobře ovládali meče a ve třetím díle série se z nich stali Páni mečů. Velitelem tohoto kmene je legendární Grom Hellscream. Grom s Warsongem pomohl mladému veliteli Hordy, Thrallovi, dostat orky z internačních táborů a přeplavit se do Kalimdoru. Tam byl kmen Warsong i se svým velitelem později Thrallem poslán do ashenvalského lesa, aby tam vybudovali základnu. Tam se střetli s Temnými elfy, v tvrdých bojích nakonec Hellscream propadl démonickým silám a zabil vůdce elfů, poloboha Cenaria. Thrall nakonec s pomocí lidské arcimágyně Jainy Proudmoore vysvobodil jeho duši. Později se Thrall a Grom Hellscream vydali do kaňonu, kde se utkali s pánem pekel Mannorothem, jeho silám právě orkové propadali. V lítém souboji Grom Mannorotha zabil, ale sám padl při následné explozi démonových ostatků. Tím vysvobodil svůj kmen a zachránil celou rasu orků.

#### Klan Bleeding Holow
Jeden z největších orkských klanů. Stejně jako většina ostatních klanů se připojil ke Gul´Danovi při průchodu Temným portálem na Azeroth. V první válce bojovali po boku všech ostatních klanů v bitvě o Stormwind. Když se stal vůdcem hordy Doomhammer dostal tento klan za úkol hlídat Khaz Modan. V Khaz Modanu se usídlili skoro až do konce války. Na scénu se tento klan dostal opět až poté, co se Doomhammer stáhnul po prohře u hlavního města Lordareonu do Khaz Modanu. Doomhamer měl v plánu s tímto velikým klanem vést další útok proti Alianci. Náčelník klanu Kilrogg řekl, že do útoku nemohou dokud nedobudou trpasličí pevnost Ironforge, kde se v tu chvíli nacházeli všichni trpaslíci z Khaz Modanu. Bohužel se jim Ironforge dobýt nepodařilo a Aliance se spojila i s trpaslíky. V bitvě u Blackrock Spire byl zajat Doomhammer a zbytek Hordy ustupoval k portálu. Zde se podařilo projít portálem jen několika klanům. Klan Bleeding Holow mezi ně nepatřil.
Když byl portál otevřen podruhé (tentokrát Ner´Zhulem), začaly se shromažďovat všechny klany, které zbyly v Azerothu. Z klanu Bleeding Holow nebylo víc než tři tucty orků. Většina z nich byla zřejmě v zajetí a nebo pobita. Ze zbylých tří tuctů udělal Ner´Zhul svoji osobní gardu. Po útoku aliance na Dreanor a po jeho následném výbuchu všichni zbylí členové zemřeli. Klan jako takový už přestal existovat. Jediní přeživší nejspíše zůstali na Azerothu, kde se po zničení internačních táborů přidali stejně jako ostatní k Thrallovi.

#### Klan Black Tooth Grin
Další veliký klan, zřejmě největší z celé Hordy. O tomto klanu se moc neví, snad jen to, že je úzce spřízněný s klanem Blackrock. Tento klan se také řadí mezi jedny z nejmladších klanů a je možné, že se pouze vyčlenila část Blackrocků a založila vlastní klan. Klan byl také plně oddán Doomhammerovi přestože náčelníkům klanu (Rendovi a Maimovi Blackhandovým) zabil otce. O tom, že by se klan účastnil První války není zmínka, ale naopak v Druhé válce sehrál důležitou roli. Když se Doomhammer dozvěděl o Gul´Danově zradě, vyslal tento mocný klan, aby jej dostihl a zlikvidoval. Celý klan tedy vyplul za Gul´Danem a u Sargerasovy hrobky jej dostihl. Zde porazili a do jednoho vybili klan Twilight’s Hammer, který Gul´Danovi sloužil. Když skončili, s klanem Twilight’s Hammer vyrazili zpět na Azeroth, protože se celý ostrov Sargerasovy hrobky začal otřásat. Po návartu do Azerothu už byl portál uzavřen. Celý klan se tedy odebral dobýt pevnost Black Rock. Zde se shromáždili se zbylými Blackrocky, kteří zůstali na Azerothu, a opět se z nich nejspíš stal jeden klan.
Když se podruhé otevřel portál vyzval Ner´Zhul všechny zbylé klany, které zůstaly v Azerothu, aby se k němu opět připojili. Klan Black Tooth Grin (Blackrock) odmítl a dál zůstával v pevnosti Black Rock. Po Ner´Zhulově dohodě s Deathwingem se stala pevnost Black Rock terčem útoku černých draků. Draci pobili mnoho orků z klanu. Ti, kdo přežili, odtáhli do Lordareonu nebo odešli s Rendem Blackhandem.

### Skřeti
Skřeti jsou nezávislí, ale jsou to staří přátelé Hordy. Skřeti bojovali po boku Hordy během Druhé války, ale nechali toho, když zjistili, že je pro ně výhodnější pracovat pro obě strany. Nicméně hodně skřetů si pamatuje zábavu s Hordou a nechávají se levně najmout jako žoldáci Thralla a jeho lidí. Skřeti nabízí Hordě téměř exkluzivní přepravní služby ve svých parních lodích a vzducholodích. Možná, pokud budou dostatečně přesvědčováni, se skřeti znovu připojí k Hordě, poprvé od dob Druhé války.

## Nezařazení

### Plamenná legie
Plamenná legie byla skupina vojsk, která měla zničit svět. Velitelem Plamenné legie byl pravděpodobně Sargeras, mocný a zlý titán. Legie se skládala z pekelných pánů a démonů, kterým velel Mannoroth. Plamenná legie byla druhá vlna, která měla zničit svět Azeroth. Jako první měla nastoupit Pohroma a poté měl být povolán Archimonde, aby invazi Legie zahájil. Legie mířila přes Lordaeron až do Kalimdoru. Tam zaútočila na Ashenvalský les, kde narazila na odpor Temných elfů. Poté došlo k bitvě u hory Hyjal, kde chtěl Archimonde vysát sílu ze stromu světa Nordrassilu, ale to se mu nepovedlo. Plamenná legie byla zničena díky vojskům lidí z Lordaeronu, orčí Hordy a Temným elfům z hory Hyjal.
Hlavní rasy démonů v Legii:
- Man'ari Eredar, vůdcové legie
- Wrathguard, poddruh Man'ariů, elitní vojáci
- Annihilan, vládci Outlandu
- Nathrezim, upíří vládci
- Sayaadi, Sukuby
- Ered'ruin, strážní záhuby
- Mo'arg, stráže v legii
- Gan'arg, zmutovaní Mo'argové
- Shivarra, duchovní vůdci Legie
- Tothrezim, řemeslníci Legie

Organizace Legie:
- Sargeras – (uvězněn, strážen Illidanem Stormragem) vládce démonů. Bývalý Ochránce Pantheonu a Temný titán.
  - Archimonde – (mrtev) velitel vojsk Legie, je v dungeonu Caverns of Time - Batlle for Mount Hyjal
    - Mannoroth – (mrtev)
      - Azgalor – převzal vládu nad Annihilanem po Mannorothovi
      - Magtheridon – uvězněný v pevnosti Hellfire (Hellfire Citadel)
        - Magtheridonova stráž
          - Bonethirst – (mrtev)
          - Bloodgrin – (mrtev)
          - The Butcher – Hnus (mrtev), majitel druhé Wirtovy nohy

        - Master of Pain – (mrtev) (Pán bolesti)
          - Rend (Ork) – (mrtev)
            - Srstnatí orkové

          - Maim (Ork) – (mrtev)
            - Srstnatí orkové

        - Mistress of Torment – (mrtvá) (Paní Utrpení)
          - Nera'thor – (mrtev)
            - Legie Mučení

          - Sagra'nel – (mrtev)
            - Legie Znasvěcení

      - Inni Annihilan – Vládci Outlandu

    - Hakkar
      - Kazzak
        - Ered'Ruin

      - Felhoundy

    - Ostatní Eredarové

  - Kil'jaeden – aktuální vládce Legie
    - Tichondrius – (mrtev) dřívější velitel Nathrezimů a Pohromy Nemrtvých
    - Mephistroth – aktuální vládce Nathrezimů
      - Anetheron – (mrtev) velel Nathrezimům a Nemrtvým poté, když Tichondrius zemřel
      - Rage Winterchill – (mrtev) velel Nemrtvým poté, když Tichondrius zemřel
      - Mal'Ganis ( mrtev)
        - Naze the Eternal – (mrtev)

      - Varimathras – zradil Legii
      - Detheroc – (mrtev)
        - Garithos – (mrtev) pod kontrolou Legie byl jen krátce

      - Balnazzar – Varimathrasem teleportován, neznámo kam (nebyl zabit)
        - Lorthiras – (mrtev)
        - Maldibion – (mrtev)
        - Bleakill – (mrtev)

      - Ostatní Nathrezimové

    - Koncil stínů
      - Gul'dan – (mrtev) zakladatel Temné rady (Shadow Council), zabit v Sargerasově hrobce
        - Klan Burning blade – pod velením Neera Fireblada
        - Klan Burning blade – pod velením Jergoshe Invokera a Bazzalana
        - Probuzený Argus – organizace aktivní v Alteracu
          - Syndykát – pod kontrolou organizace Probuzený Argus

### Satyrové
Satyrové jsou potomci elfů, kteří byli ochotní spolupracovat s Plamennou legií a byli Sargerasem proměněni v démonické satyry. Vůdcem satyrů se stal Lord Xavius. Ten je také prvním satyrem svého druhu.
Satyrové nepředstavují jednotnou společnost, nýbrž se rozdělují na malé skupinky v počtu několika stovek členů. Satyrové obývají hluboké lesy Kalimdoru společně s Temnými elfy. Největší počet satyrů ovšem obývá Felwood, což je lesní oblast, jež byla nejvíce zasažena Plamennou legii. Toužebně očekávají návrat Plamenné legie, aby ji mohli znovu sloužit.

### Nemrtví
Během První a Druhé války byli Nemrtví součástí Hordy v podobě Nekrolytů a Rytířů smrti. Avšak po smrti Gul'dana a poté, co se Thrall, nový vůdce Hordy, vzdal nekromancerských sil, tito Nemrtví zanikli. Novou generaci Nemrtvých stvořil šaman Ner'zhul, král Lichů. Jednou Ner'zhul otevřel temné portály, aby mohla Horda vtrhnout do Azerothu. Aliance tuto invazi však odrazila a Ner'zhulovo tělo bylo rozsekáno na několik částí a jeho duch byl mučen do té doby, než se Kil'jaeden rozhodl použít jej jako vůdce nové invaze do Azerothu. Pro kontrolu nad svými novými magickými silami byl uvězněn do Ledového trůnu v Ledovci ledové koruny, který se nachází v zemi Northrend. V ději třetího dílu herní série si zvolil za svého šampióna Arthase, prince lidí, jehož duši poté uvěznil ve svém meči zvaném Mrazivý smutek, a přetvořil jej v Rytíře smrti. V ději datadisku ke třetímu dílu král Lichů svoji moc pomalu ztrácí a slábne, ale na konci se spojí s Arthasem v jednoho.

#### Rytíř smrti
Rytíř smrti je hrdinou rasy nemrtvých, který vznikl během roznášení nakaženého obilí do vesnic a měst Lordareonu na počátku Třetí války, byly různé z lidských bytostí přeměněny v nemrtvé a z vesnických žen a mužů se stali zombie. I elitní rytíři vysíláni paladiny ze Stříbrné ruky (Silverhand) byli kouzly krále Lichů přeměněni na zlé Rytíře smrti, kteří poté bojovali v řadách Pohromy. Jejich síla pramení z runami popsaných mečů, ze kterých získávají veškerou svou magii. Na rozdíl od paladinů, jezdí na nemrtvých bojových koních. Zachovávali si sice trochu svůj lidský vzhled, ale jejich duše byla temná a zkažená. Oči jim zcela zčernaly a kůže zešedivěla. Nejslavnější rytíři smrti pod Arthasem jsou například lord Darkscythe, baron Frostfel nebo duke Wintermaul, kteří se proslavili zničením několika lidských měst a vesnic v Lordaeronu a smrtí několika paladinů.
Schopnosti Rytířů smrti ve strategii Warcraft III:
- Cívka smrti (Death coil) je běžné kouzlo Rytířů smrti, které způsobovalo, že rytíř vypustil ze svého kouzly nabitého meče rychle letícího ducha v podobě lebky, který těžce zranil nepřátelskou živou jednotku, zatímco spřátelené nemrtvé bratry dokázala cívka velmi účinně léčit a hojit zranění.
- Smlouva se smrtí (Death pact) je schopnost využívaná v nouzi. Rytíř smrti může obětovat vlastní nemrtvou jednotku a sám se tak okamžitě vyléčit a povstat v plné síle.
- Bezbožná aura (Unholy aura) způsobovala, že jednotky vedené tímto Rytířem smrti do boje byly značně rychlejší při pochodu, měly větší výdrž při boji a rychleji pak dokázaly léčit svá zranění obdržená v bitvě.
- Oživit mrtvolu (Animate Dead) nejstrašnější a nejsilnější schopností Rytířů smrti je oživit několik nedávno padlých bojovníků, ať už z vlastních řad či nepřátelských, a na krátkou dobu je proměnit v nesmrtelné a zcela nedotknutelné, nemyslící bojovníky po svém boku. Za krátkou chvíli se však zcela rozpadnou v prach a již je nelze oživit.

#### Nagové
Nagové vznikli před 10 000 lety z Temných elfů, kteří spadli do Studny věčnosti. Nagové jsou napůl rybí a napůl humanoidní bytosti podobné hadům. Jejich vládkyní je královna Azshara. Nagové slouží Illidanovi, Starým bohům a někteří jsou příslušníky dalších frakcí. Nagijští muži mají méně humanoidní obličej a jsou méně inteligentní než ženy, ale mají obrovskou svalovou hmotu.
Jejich tělo je podobné plazímu, pokryté šupinami, podlouhlé, velikostí podobné orkovi, ve dvou silných rukou většinou drží vznešený trojzubec, na hlavě se jim tyčí nespočet výrůstků a límec vyztužený špičatými kostmi. Mají podlouhlou zvířecí tlamu plnou ostrých zubů, jejich oči jsou podlouhlé, podobné dračím (mnohokrát menší).
Nagové vznikli krátce po výbuchu Studny věčnosti asi před 10 000 let před současností Warcraftu. Nad Studnou věčnosti se tehdy pyšnilo honosné elfské město Zin Azshary. Zničením prvního portálu Plamenné legie, který se postupně přesunul z věže královny Azshary do níže položené Studny věčnosti, ta znestabilněla a vybuchla. V paláci a ve věži tehdy ještě pořád byli živí urození elfové a i samotná Azshara. Když i s palácem spadli do Studny, jejich záhuba byla téměř jistá. Ovšem urození elfové měli obrovskou moc, kterou vycítili i uvěznění Prastaří bohové, tak Azshaře nabídli přežití v rozbouřené Studni a ještě větší moc. Azshara v zoufalství přijala a odevzdala sebe i ostatní Prastarým bohům. Ti vytvořili z elfů mocné bytosti, nagy, aby šířili strach a chaos. Většina z nich se ovšem vymanila z moci bohů chaosu a usnula tvrdým spánkem na dnech nejhlubších oceánů.

#### Titáni
Titáni jsou ve světě Warcraftu bráni jako bohové a stvořitelé (the Makers) – nesmrtelné a nejmocnější bytosti. Když byl stvořen vesmír a všude byl ohromný chaos, Titáni putovali celým vesmírem a na všech světech zavedli systém a pořádek (tudíž i na Azerothu). Své sídlo mají v Pantheonu.

##### Nejznámější Titáni
- Aman'Thul – vůdce Pantheonu, nejvyšší stvořitel.
- Sargeras – dříve Šampion Pantheonu – ochránce světů, dnes jejich největší nepřítel, velitel Plamenné legie, bratr Aman'Thula.
- Eonar – patronka života, manželka Aman'Thula.
- Norgannon – patron magie
- Golganneth – stvořitel obloh a moří, syn Aman'Thula a Eonar.
- Khaz'goroth – kovář a ochránce země.
- Aggramar – nový Šampion Pantheonu, nástupce Sargerase.
  - Loken – titán, který měl za úkol dohlížet na pořádek v Azerothu. Zkorumpován Yogg-Saronem. Sídlí v Ulduaru v Storm Peaks.
  - Ironya – titánka v Uldamanu, střeží uldamanské tajemství